# رشته تند
}}
رشته تند (انگلیسی: Chili thread) Sil-gochu (کره‌ای: 실고추)، که اغلب به عنوان رشته‌های تند یا رشته‌های فلفل تند ترجمه می‌شود، یک گارنیش غذا سنتی کره ای است که با فلفل تند درست می‌شود.